# Procambarus curdi
Procambarus curdi är en kräftdjursart som beskrevs av Charles Wilson Reimer 1975. Procambarus curdi ingår i släktet Procambarus och familjen Cambaridae. IUCN kategoriserar arten globalt som livskraftig. Inga underarter finns listade i Catalogue of Life.